# Jovino dos Santos
Jovino dos Santos est un auteur-compositeur-interprète de la République du Cap-Vert.

## Biographie
À 18 ans, il quitte son île, São Vicente, pour faire connaître les traditions musicales du Cap-Vert. Un séjour au Portugal puis une installation  en France font de lui un artiste nostalgique qui chante et raconte l'injustice subie par les habitants des pays colonisés qui connaissent la guerre, la guérilla et les crises économiques, et dont le salut passe souvent par l'exode, l'émigration vers les Amériques ou l'Europe. Il chante en portugais et surtout en créole capverdien. Plus proche que jamais de ses origines, il se donne à sa passion de jouer sur scène les sentiments qui l'habitent depuis de longues années. Il interprète aussi quelques chansons sur l'espoir, la joie de vivre, l'amour et parfois la mélancolie des familles séparées. Il ne cesse de se perfectionner à la cavaquinho, au piano et à la guitare acoustique. Puis il décide de revenir au Cap-vert dans les années 2010

## Discographie
Parmi ses enregistrements, on peut citer notamment :
- Balade To Mr. Henry K, African People Discos Monte Cara, 1979
- Cabo Verde Nha Terra (LP) , Not On Label, JDS 1001, 1980[5]
- África Minha, Metro-Som ,CAS30D, 1990
- L'Afro Latino Disco, Dragon Phénix, DPX 813
- Nesse Mesma Luta, 2011[4],.